# Cyclogramma
Cyclogramma, rod papratnjača iz porodice Thelypteridaceae, dio reda osladolike. Postoje devet vrsta iz Azije, od sjeverne Indije do južne Kine, te na Tajvanu i filipinima

## Vrste
1. Cyclogramma auriculata (J. Sm.) Ching
2. Cyclogramma chunii (Ching) Tagawa
3. Cyclogramma costularisora Ching ex K. H. Shing
4. Cyclogramma flexilis (Christ) Tagawa
5. Cyclogramma leveillei (Christ) Ching
6. Cyclogramma maguanensis Ching ex K. H. Shing
7. Cyclogramma neoauriculata (Ching) Tagawa
8. Cyclogramma omeiensis (Baker) Tagawa
9. Cyclogramma squamaestipes (C. B. Clarke) Tagawa

## Sinonimi
- Glaphyropteris sect.Cyclogramma (Tagawa) H.Itô, Nakai & Honda
- Thelypteris subgen.Cyclogramma K.Iwats.